# Peršaja Liha 2008
La Peršaja Liha 2008 è stata la 18ª edizione della seconda serie del campionato bielorusso di calcio. La stagione è iniziata il 19 aprile 2008 ed è terminata il 7 novembre successivo.

## Stagione

### Novità
Al termine della passata stagione, sono salite in massima serie Savit Mahilëŭ, Hranit Mikašėvičy e Ljakamatyŭ Minsk. È retrocesso in Druhaja liha il Zorka-BDU Minsk.
Dalla Vyšėjšaja Liha 2007 è retrocesso il Minsk. Dalla Druhaja liha sono salite PMC Pastavy, Lida e Spartak Šchloŭ.
Il Mazyr ha cambiato denominazione Slavija-Mazyr

### Formula
Le quattordici squadre si affrontano due volte, per un totale di ventisei giornate.
La prima classificata viene promossa in Vyšėjšaja Liha 2009. L'ultima, invece, retrocede in Druhaja liha.

## Classifica finale
|  | Pos. | Squadra               | Pt | G  | V  | N | P  | GF | GS | DR  |
|  | ---- | --------------------- | -- | -- | -- | - | -- | -- | -- | --- |
|  | 1.   | Minsk                 | 71 | 26 | 23 | 2 | 1  | 72 | 11 | +62 |
|  | 2.   | Chimik Svetlahorsk    | 57 | 26 | 18 | 3 | 5  | 42 | 23 | +19 |
|  | 3.   | Belšyna               | 49 | 26 | 15 | 4 | 7  | 34 | 21 | +13 |
|  | 4.   | Chvalja Pinsk         | 48 | 26 | 15 | 3 | 8  | 39 | 25 | +14 |
|  | 5.   | Veras Njasviž         | 46 | 26 | 14 | 4 | 8  | 37 | 23 | +14 |
|  | 6.   | Vedryč-97 Rėčyca      | 39 | 26 | 12 | 3 | 11 | 39 | 34 | +5  |
|  | 7.   | Dinama-Belkard Hrodna | 35 | 26 | 11 | 1 | 13 | 38 | 32 | +6  |
|  | 8.   | Spartak Šchloŭ        | 30 | 26 | 8  | 6 | 12 | 28 | 37 | -9  |
|  | 9.   | Baranavičy            | 26 | 26 | 7  | 5 | 14 | 24 | 40 | -16 |
|  | 10.  | Kamunal'nik Slonim    | 25 | 26 | 6  | 7 | 13 | 21 | 36 | -15 |
|  | 11.  | Lida                  | 25 | 26 | 6  | 7 | 13 | 24 | 45 | -21 |
|  | 12.  | Polack                | 23 | 26 | 6  | 5 | 15 | 20 | 36 | -16 |
|  | 13.  | Slavija-Mazyr         | 23 | 26 | 6  | 5 | 15 | 33 | 62 | -29 |
|  | 14.  | PMC Pastavy           | 18 | 26 | 4  | 6 | 16 | 22 | 48 | -26 |

Legenda:
      Promossa in Vyšėjšaja Liha 2009.
      Retrocessa nelle Druhaja Liha 2009
Note:
Tre punti a vittoria, uno a pareggio, zero a sconfitta.